# Jacaranda

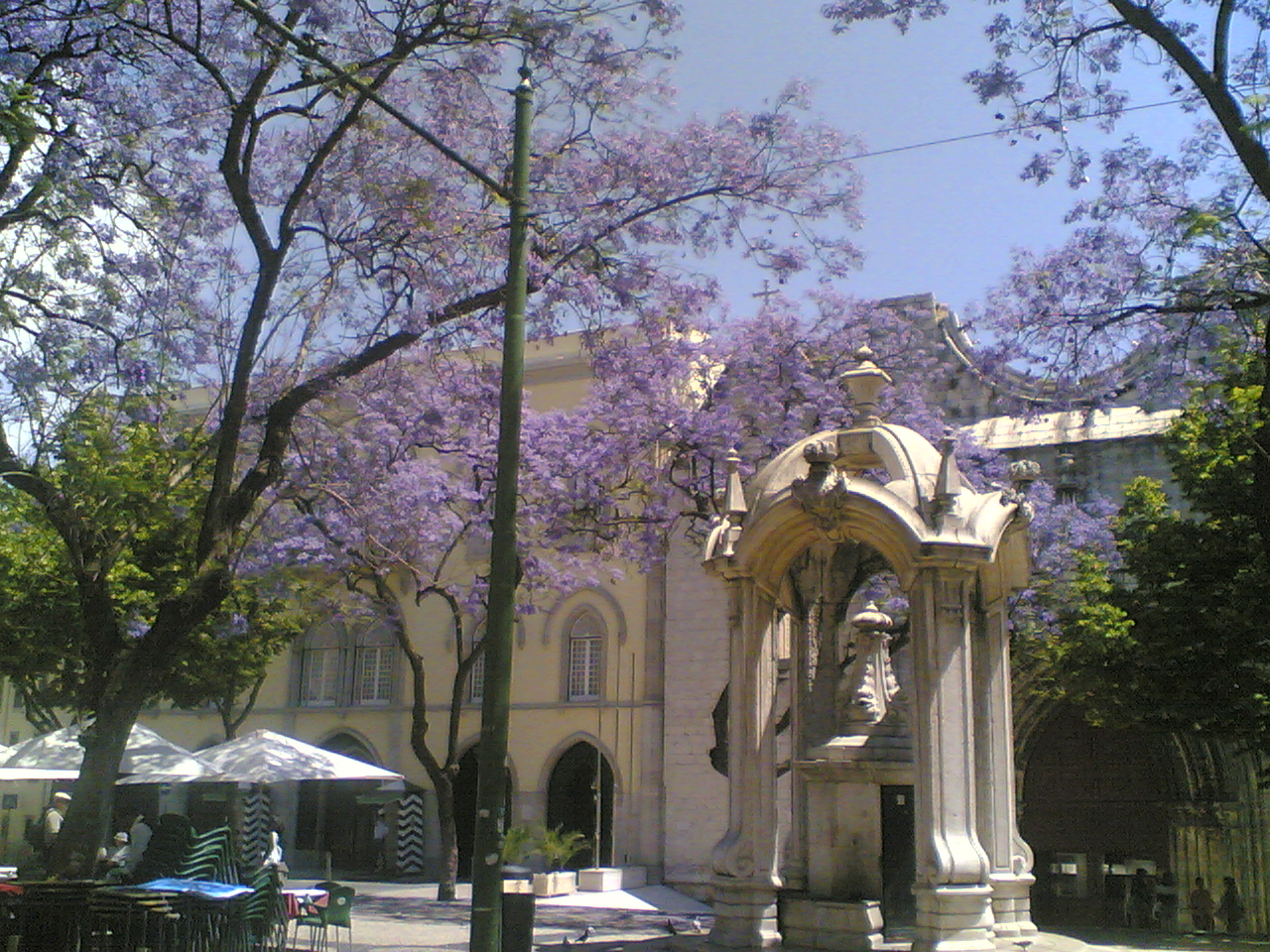
Jacarandás em flor no Largo do Carmo, Lisboa.

Jacarandá, jacarandá-mimoso, caroba, carobinha ou carobaguaçu é o nome comum de várias espécies pertencentes à família Bignoniaceae, que não devem ser confundidas com o jacarandá-da-bahia (Dalbergia nigra) nem com o jacarandá-paulista (Machaerium villosum), ambos da família Fabaceae. Jacaranda, o nome do gênero, provém do tupi iakarandá.

## Taxonomia
Este gênero apresenta cerca de 100 espécies, incluindo:
- Jacaranda acutifolia Bonpl.
- Jacaranda alba (Aubl.) Spreng.
- Jacaranda arborea Urb.

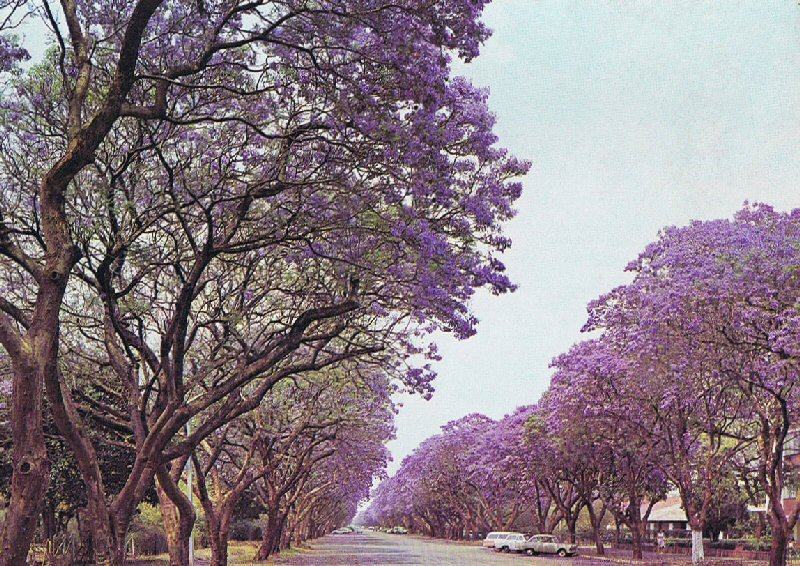
Alamedas com jacarandá no Zimbabwe.

- Jacaranda bracteata Bureau & K. Schum.
- Jacaranda brasiliana (Lam.) Pers.
- Jacaranda bullata A.H. Gentry
- Jacaranda bullosa Huber
- Jacaranda caerulea (L.) J. St.-Hil.
- Jacaranda caerulea (L.) Juss.
- Jacaranda campinae A.H. Gentry & Morawetz
- Jacaranda carajasensis A.H. Gentry
- Jacaranda caroba (Vell.) A. DC.
- Jacaranda caucana Pittier
- Jacaranda compinae A.H. Gentry & Morawetz
- Jacaranda copaia (Aubl.) D. Don
- Jacaranda cowellii Britton & P. Wilson
- Jacaranda crassifolia Morawetz
- Jacaranda cuspidifolia Mart.
- Jacaranda cuspidifolia Mart. ex A. DC.
- Jacaranda decurrens Cham.
- Jacaranda glabra (A. DC.) Bureau & K. Schum.
- Jacaranda jasminoides (Thunb.) Sandwith
- Jacaranda mimosaefolia D. Don - jacarandá-mimoso
- Jacaranda morii A.H. Gentry
- Jacaranda obtusifolia
- Jacaranda praetermissa
- Jacaranda sparrei
- Jacaranda ovalifolia
- Jacaranda ulei Bureau & K. Schum.

## Nome e referências
O nome é de origem sul americana (mais especificamente tupi-guarani), significando perfumado. A palavra jacaranda foi descrita em A supplement to Mr. Chambers's Cyclopædia, 1st ed., (1753) como "um nome dado por alguns autores para a árvore no qual a madeira é de campeche, usada em tingimento e na medicina" e sendo de origem tupi-guarani, através do português.

## Desmatamento no Brasil

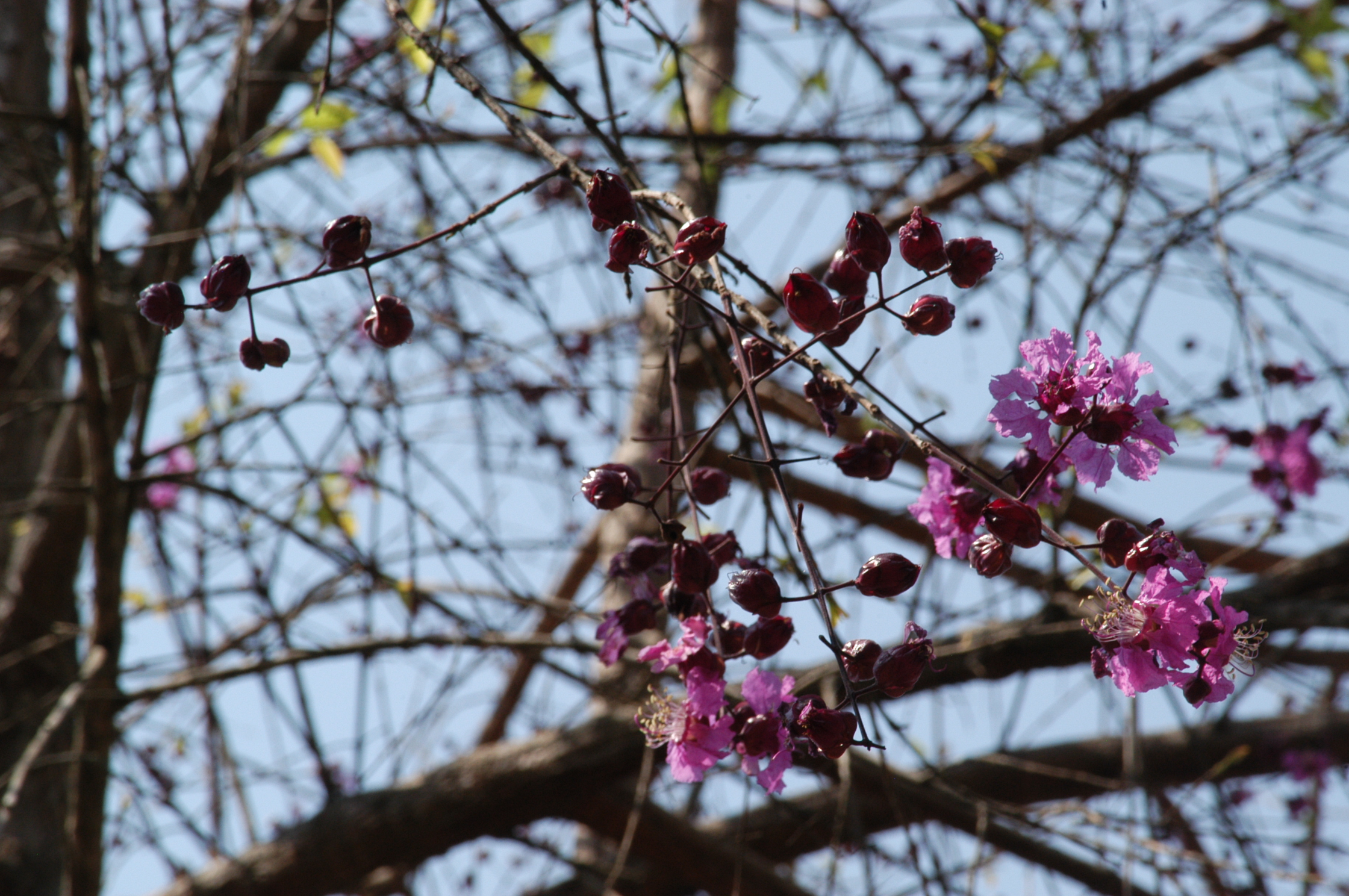
Physocalymma scaberrimum ou pau de rosas, Família Lythraceae.

No Brasil, o Jacarandá foi muito extraído, principalmente no extremo-sul da Bahia e vendido muitas vezes a exportadores, que normalmente realizavam a compra da madeira e a exportavam do litoral do sudeste brasileiro. Diz-se que castelos Italianos foram construídos com Jacarandá brasileiro que na época, principalmente na primeira metade do século XX, eram comercializados sem muito valor agregado e especulados no exterior.[carece de fontes?]